# 小三芒景天
小三芒景天（学名：Sedum triactina sp. leptum）为景天科景天属下的一个亚种。

## 扩展阅读
- 維基物種上的相關：小三芒景天